# Carmsland
Carmsland (bis 1943 auch Karmsland geschrieben) ist ein Wohnplatz im Wittmunder Stadtteil Hovel. Er liegt ungefähr drei Kilometer nordöstlich von Hovel und rund 700 Meter westlich der Leerhafer Ortschaft Klein Isums.

## Name

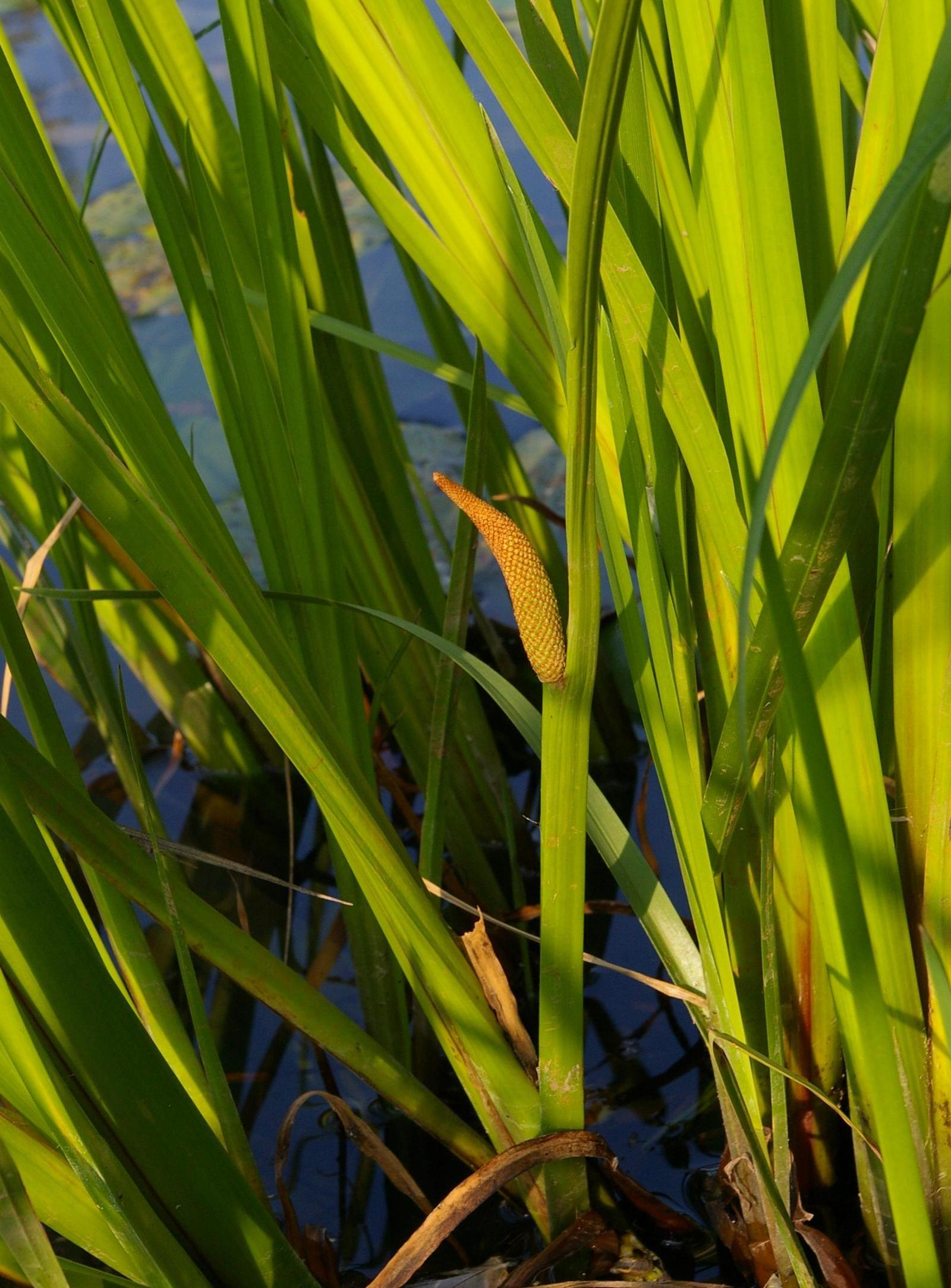
Sumpfpflanze Kalmus, vermutliche Namensgeberin von Carmsland

Auf der 1805 vom preußischen Generalmajor Karl Ludwig von Le Coq angefertigten Karte Ostfrieslands ist der Wohnplatz als Karmerland eingezeichnet. Etwa 20 Jahre später nennt die Erdbeschreibung des Fürstenthums Ostfrieslands und des Harlingerlandes den Ortsnamen in der heutigen Schreibweise, die sich allerdings zunächst nicht einheitlich durchsetzen konnte. Sie wechselte zwischen Carmsland und Karmsland. Erst 1943 wurde die aktuelle Schreibweise durch das Reichsamt für Landesaufnahme festgelegt.
Arend Remmers vermutet, dass der Ortsname auf die Sumpfpflanze Kalmus verweist, die im Niederdeutschen unter anderem Karmsen, Karmswuttel und Karmelkswuttel genannt wird. Carmsland wäre danach „das Land, wo die Sumpfpflanze Kalmus wuchs“. Jan van Dieken nennt in seinen Beiträgen zur Flora Nordwestdeutschlands neben Stickhausen, Norden und Berum den in der Nachbarschaft Carmslands gelegenen Ort Friedeburg als Verbreitungsgebiet der ursprünglich in Asien und Amerika beheimateten Pflanze; sie sei aber „infolge Kultivierung im Rückgang“ begriffen. Nach Rudolf Bielefeld wurde die „Karmeswuttel“ etwa um 1600 von Ostindien in Westeuropa eingeführt und „zum medizinischen Gebrauch“ angepflanzt.

## Geschichte
Die Anfänge der Besiedlung des „Karmerlandes“ gehen auf das Urbarmachungsedikt des preußischen Königs Friedrich II. zurück, das im Juli 1765 die innere Kolonisation Ostfrieslands verfügte. Durch das Edikt wurde Land mit nicht geklärten Besitzrechten, insbesondere noch nicht urbar gemachten Moor- und Heideflächen, als Staatseigentum deklariert. Flurnamen innerhalb Carmslands erinnern noch an diese Gründungszeit. Die Flurnamensammlung der Ostfriesischen Landschaft nennt für die „Colonie Carmsland“ unter anderem die Kolonate Lüken, Ennen und Wilken.
In kommunaler Hinsicht war Carmsland immer mit dem Dorf Hovel verbunden. Im 19. Jahrhundert war es deshalb auch Teil einer Bauerschaft innerhalb des Kirchspiels Leerhafe, die aus Hovel, Rispel und Leerhafe bestand und die sich im weiteren Verlauf des Jahrhunderts zu einer „Sammtgemeinde“ entwickelte, in der jede der drei Dörfer über eine gewisse politische Eigenständigkeit verfügte. Kommunalpolitische Differenzen führten dazu, dass 1901 Hovel mit Carmsland und seinen anderen Ortsteilen sich von der Samtgemeinde trennte und unter dem Namen „Gemeinde Hovel“ die Selbständigkeit erhielt. Das Leerhafer Standesamt sowie die dortige Armenverwaltung blieben aber weiterhin für Hovel zuständig. Im Zuge der Kommunalreform wurde Hovel – und damit auch Carmsland – am 16. August 1972 Teil der Stadt Wittmund.
Am 1. April 1868 begann im Bereich der Postexpedition Wittmund die Landbriefzustellung. Im Amtsblatt für Hannover, in dem die Verfügung der Oberpostdirektion veröffentlicht wurde, findet sich auch eine Liste von Orten, in denen der Briefträger für die – abgesehen vom Sonntag – tägliche „Zustellung der Correspondenzen“ zu sorgen hatte. Darin wird auch der Wohnplatz Carmsland genannt.
1823 bestanden in Carmsland fünf Haushaltungen mit insgesamt 24 Bewohnern. Das 1848 erschienene Lexikon von Deutschland gab für den „Weiler“ Carmsland vier Häuser an. Einen leichten Anstieg auf 26 Einwohner verzeichnete das Alphabetische Ortsverzeichnis des Deutschen Reiches für das Jahr 1882. Um 1888 zählte „Karmsland“ 41 Einwohner, die sich auf 6 Häuser verteilten. Für 2012 nennt Müllers großes deutsches Ortsbuch für die „Häusergruppe“ Carmsland eine Einwohnerzahl von 23.

## Verkehrsanbindung
Carmsland befindet sich in der Nähe der Niedersächsischen Landesstraße L 11, die die Kernstadt Wittmund über Isums, Leerhafe, Rispel und Reepsholt mit Friedeburg verbindet. In der Ortschaft Klein Isums zweigt in westlicher Richtung die Uthörner Straße ab, die nach etwa 700 Metern Carmsland durchquert und von dort über die Hoveler Ortschaften Uthörn und Mammhusen nach Farlage führt.
Carmsland verfügt über keine direkte Anbindung an den Öffentlichen Personennahverkehr. Die nächstgelegene Bushaltestelle befindet sich in Klein Isums. Sie trägt den Namen Junior. Von dort sind mehrmals am Tag Wittmund, Friedeburg und – nach einem Umstieg in Rispel – auch Jever zu erreichen. Sowohl in Wittmund als auch in Jever gibt es jeweils einen Bahnhof der NordWestBahn.